# Altertheim
Altertheim – miejscowość i gmina w Niemczech, w kraju związkowym Bawaria, w rejencji Dolna Frankonia, w regionie Würzburg, w powiecie Würzburg, wchodzi w skład wspólnoty administracyjnej Kist. Leży około 15 km na południowy zachód od centrum Würzburga, nad rzeką Welzbach.

## Dzielnice
W skład gminy wchodzą następujące dzielnice: Oberaltertheim, Steinbach und Unteraltertheim, Niederhofen, Karlebach i Quelläcker.

## Demografia
| Rok  | Liczba mieszk. |
| ---- | -------------- |
| 1970 | 1 695          |
| 1987 | 1 775          |
| 2000 | 2 095          |
| 2005 | 2 141          |

## Oświata
(na 1999)

W gminie znajduje się 100 miejsc przedszkolnych (z 88 dziećmi) oraz szkoła podstawowa.